# 西脇亨輔
西脇 亨輔（にしわき きょうすけ、1970年（昭和45年）10月5日 - ）は、西脇亨輔法律事務所所属の弁護士。元テレビ朝日法務部所属で同社のアナウンサーでもあった。

## 人物
千葉県八千代市出身。筑波大学附属高等学校を経て東京大学法学部に進み、在学中の1992年に司法試験に合格した。1993年に東大を卒業して最高裁判所司法研修所に入所した（司法修習第47期）。
1995年、アナウンサーとしてテレビ朝日へ入社した。同期に下平さやか、高橋真紀子（現：コンテンツビジネス局契約著作権部)。
12年半アナウンサーを務めた後、弁護士として法務部へ異動。
元妻はアナウンス部時代の同僚・村上祐子。
2023年10月、「木原事件」の取材を続けるために、会社に進退伺を提出した。同年11月20日付でテレビ朝日退社。

## 経歴・エピソード
- 東京大学の同級生に木原誠二や経済学部出身の丸川珠代（元テレビ朝日アナウンサー、前参議院議員）がおり、いくつかのゼミ等で一緒だった[6]。大学在学中に司法試験に合格し、第47期司法修習（同期に森雅子、加藤武徳）を終えた後の1995年に入社した為、入社期では丸川の2年後輩となった。
- 人生の大半を塾や予備校で過ごしており、クリスマスも正月も塾や予備校で迎えたと語っている（『やじうまプラス』公式サイト内のひと言メッセージ「きょうだけ、よ」への書き込みより）。クリスマスツリーや門松を見ると塾や予備校生活を思い出すと語っている。
- 2007年9月28日、『やじうまプラス』卒業と同時にアナウンサー職から離れる事を発表。テレビ朝日社員の中でただ一人法曹資格を取得していた事から、同年10月1日付で法務部へ異動した。
- 2010年4月に弁護士登録（所属は第一東京弁護士会）。同年7月から約1年間、桃尾・松尾・難波法律事務所へ所属したが、その後テレビ朝日法務部へ復帰。

## 過去の出演番組
報道・情報ワイドショー番組
| 期間       | 期間      | 番組名               | 役職                     |
| ---------- | --------- | -------------------- | ------------------------ |
| 1996年4月  | 1998年9月 | ワイド!スクランブル  | レポーター               |
| 1996年10月 | 1998年3月 | 早起き一番!天気&NEWS | （不明）                 |
| 1998年4月  | 1998年9月 | 早起き!チェック      | 金曜日スポーツキャスター |
| 1998年4月  | 1999年3月 | やじうまワイド       | 朝刊コーナー金曜日担当   |
| 1998年10月 | 1999年3月 | やじうまワイド       | 木曜日スポーツキャスター |
| 1998年10月 | 2002年6月 | ニュースステーション | レポーター               |
| 2002年7月  | 2003年9月 | やじうまプラス       | 芸能コーナー平日担当     |
| 2003年10月 | 2007年9月 | やじうまプラス       | 朝刊コーナー平日担当     |
| 2006年6月  | 2007年3月 | スーパーモーニング   | 新聞読み担当             |

その他
- 走れ!GET（1995年10月 - 1996年3月）

## 書籍
- 孤闘 三浦瑠麗裁判1345日（2023年6月21日、幻冬舎） - ISBN 978-4344041356[7]